# Claude Vivier

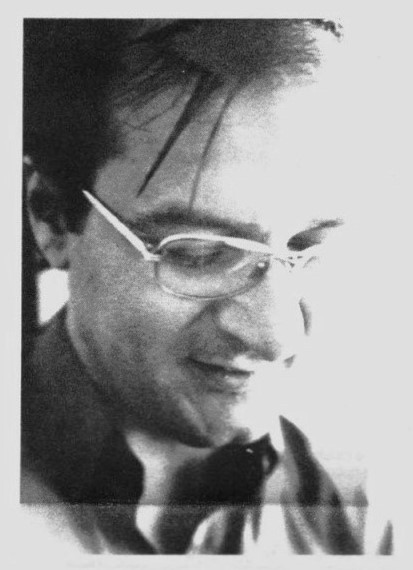
Claude Vivier in 1982

Claude Vivier (Montreal, 14 april 1948 – Parijs, 7 maart 1983) was een Canadees componist.

## Biografie
Het is onbekend wie Viviers ouders waren. Hij werd geadopteerd toen hij drie jaar oud was door een arme Frans-Canadese familie. Vanaf de leeftijd van dertien jaar ging hij naar de kostschool van de Broeders Maristen, een religieuze orde die jongens voorbereidt voor een roeping tot het priesterschap. De religieuze aspiraties van Vivier werden echter overschaduwd door de liefde voor moderne poëzie en muziek. Toen hem gevraagd werd om het noviciaat te verlaten toen hij 18 was, schreef hij zich in aan het Conservatoire de Musique de Montréal, waar zijn belangrijkste leraar de componist Gilles Tremblay was. Zijn eerste werken stammen uit deze periode.
In 1971 begon hij een periode van drie jaar studie in Europa, eerst aan het Instituut voor Sonologie in Utrecht, en daarna in Keulen bij Karlheinz Stockhausen. Vivier leerde veel van Stockhausen en zijn vroege werken hebben aspecten die duidelijk en vaak hoorbaar afstammen van zijn leraar. Bij zijn latere werken is dit veel minder. In 1974 keerde hij terug naar Montreal en begon hij reputatie op te bouwen. Vroege werken zoals onder andere Lettura di Dante werden uitgevoerd met enig succes bij concerten van de Société de musique contemporaine du Québec (SMCQ). In de herfst van 1976 ondernam hij een lange reis naar Azië, waaronder Japan en Bali. De muziek die hij onderweg tegenkwam maakte een diepe indruk op hem. Volgende stukken als Pulau Dewata laten de invloed goed horen. In latere werken is de invloed meer doorgewerkt.
Viviers eerste opera Kopernikus, op zijn eigen libretto, ging in première op 8 mei 1980 in het ‘’Théâtre du Monument National’’ in Montreal. Tegen die tijd begon hij te componeren op een andere manier, de techniek van de Franse spectrale muziek, en werd merkbaar beïnvloed door Gérard Grisey en Tristan Murail. De eerste van zijn werken uit deze periode, Lonely Child (1980) voor sopraan en orkest, werd zijn bekendste werk. Dit werk en latere werken van Vivier, waaronder Prologue pour un Marco Polo en Wo bist du Licht!, waren bedoeld om op te nemen in een onvoltooide "opéra fleuve" met de titel Rêves d'un Marco Polo.
In juni 1982 vertrok Vivier naar Parijs, met hulp van een subsidie van de Canada Council. Hij begon daar aan een opera gebaseerd op de dood van Tsjaikovski. In maart van het volgende jaar werd hij doodgeslagen door een jonge Parijzenaar die misschien een minnaar was, mogelijk een escort. De moordenaar is gevonden en berecht. Zijn laatste werk was het onvoltooide Glaubst du an die Unsterblichkeit der Seele, dat een soort voorbode van zijn dood lijkt te bevatten.

## Enkele werken
- Ojikawa voor sopraan, klarinet en slagwerk (1968)
- Musik für das Ende voor 20 stemmen en slagwerk (1971)
- Deva et Asura voor kamerorkest (1972)
- Chants voor 7 vrouwenstemmen (1973)
- O! Kosmos voor sopraan en koor (1973)
- Désintégration voor 2 piano’s, 4 violen en 2 altviolen (1974)
- Lettura di Dante voor sopraan en mixed septet (1974)
- Jesus erbarme dich, voor sopraan en koor (1974)
- Liebesgedichte voor stemmen en ensemble (1975)
- Hymnen an die Nacht voor sopraan en piano (1975)
- Pièce voor fluit en piano (1975)
- Pièce voor viool en klarinet (1975)
- Pièce voor viool en piano (1975)
- Pièce voor cello en piano (1975)
- Pour guitare (1975)
- Prolifération voor ondes Martenot, piano en slagwerk (1969)
- Siddhartha voor orkest (1976)
- Learning voor 4 violen en slagwerk (1976)
- Piano-forte, voor piano (1976)
- Pulau Dewata voor elke combinatie van instrumenten (1977)
- Shiraz voor piano (1977)
- Journal voor 4 solostemmen, koor en slagwerker (1977)
- Love Songs, voor zeven solostemmen (1977)
- Paramirabo voor fluit, viool, cello en piano (1978)
- Greeting Music voor fluit, hobo, slagwerk, piano en viool (1978)
- Kopernikus: Rituel de la Mort opera in 2 aktes (1979)
- Orion voor orkest (1979)
- Lonely Child voor sopraan en orkest (1980)
- Zipangu voor strijkorkest (1980)
- Cinq chansons’’ voor slagwerk (1980)
- Kopernicus, opera, première in Montreal op 8 mei 1980
- Aikea, voor 3 slagwerkers (1980)
- Bouchara voor sopraan en kamerorkest (1981)
- Prologue pour un Marco Polo voor 13 instrumenten, 4 stemmen en verteller (1981)
- Samarkand voor blaaskwintet en piano (1981)
- Wo bist du Licht! voor mezzo-sopraan, orkest en tape (1981)
- Et je reverrai cette ville étrange voor 6 musici (1981)
- Trois Airs pour un opéra imaginaire voor sopraan en ensemble (1982)
- Glaubst du an die Unsterblichkeit der Seele voor stemmen en ensemble (onvoltooid) (1983)

## Voetnoten
1. ↑  Claude Vivier Biography. Boosey & Hawkes, Inc.. Geraadpleegd op 15 augustus 2008.
2. ↑  Gilmore 2009, 18.
3. ↑  Gilmore 2009, 36–37.

## Discografie
- Prologue pour un Marco Polo voor 13 instrumenten, 4 stemmen en verteller (1981), Bouchara voor sopraan en kamerorkest (1981), Zipangu voor strijkorkest (1980), Lonely Child voor sopraan en orkest (1980). Schönberg Ensemble, ASko: directie Reinbert de Leeuw; met Susan Narucki, Alison Wells, Helena Rasker, Peter Hall, James Ottaway, Harry van der Kamp, Johan Leysen. CD Philips 454 231-2